# 전국공무원노동조합
전국공무원노동조합(영어: Korean Government Employees' Union, KGEU)은 대한민국 공무원 노동조합으로 2002년 3월 23일, 7만 조합원으로 창립되었다. 전공노로 줄여서 부를 때도 있으나, 규약상 약칭을 '공무원노조'로 명명하도록 규정되어 있다. 국회본부, 대학본부, 법원본부, 소방본부, 시도광역본부, 중앙행정본부 등 14개 지역본부,6개 직능본부 약 250여개 지부로 구성되어 있으며, 조합원 수는 약 15만명이다.

## 조직
전국 단일노조로 조합-본부-지부-지회-분회의 체계로 이루어졌다. 이는 민주성과 집중성의 원리를 조직 내에 구현하고 이 원리를 바탕으로 공무원노동자의 힘을 모아내 정부를 대상으로 강력한 교섭을 실현할 수 있는 체제이다.
조합원이 구성 주체이기 때문에 조직 운영에 있어서도 조합원 중심으로 운영된다. 각급 단위의 임원과 대의원은 직선으로 선출되며 임원이 제 역할을 다하지 못할 경우에는 조합원들이 규약에 정해진 절차에 의하여 탄핵할 수도 있다.
20개 본부 약 250여개 지부로 구성되어 있다.

## 강령
- 우리는 공직사회의 관료주의와 부정부패를 청산하여 국민들에게 신뢰받는 민주적이고 깨끗한 공직사회를 건설한다.
- 우리는 공무원의 노동조건 개선과 정치,경제, 사회적 지위향상을 위하여 노력한다.
- 우리는 자주적이고 민주적인 노동조합의 전통을 계승하고 노동3권을 쟁취한다.
- 우리는 민주사회 건설과 세계평화를 이룩하기 위하여 국내외 단체들과 연대한다.
- 우리는 분단된 조국의 자주·민주·평화통일을 지향한다.
- 우리는 사회의 불평등 해소와 인간의 존엄성 실현을 지향한다.

## 역사
2002년 11월 4일 정부의 일방적인 입법안인 '공무원조합법' 무력화를 위한 강력한 투쟁으로 연가파업을 전개하였으며, 투쟁의 성과로 정부의 입법안이었던 '공무원조합법'에서 '공무원노동조합법'이라는 노동자의 이름을 되찾을 수 있었다. 2004년 11월 노동조합이라는 명칭만 사용가능할 뿐 노동3권 중 1.5권도 채 보장되지 않는 정부의 입법안을 저지하기 위한 무기한 총파업을 실시하였고, 이로 인해 전국적으로 총 2,040명이 중징계를 받았고, 이중 파면, 해임이 428명에 이르게 된다.
2004년 11월 총파업 이후 정부는 법내노조 전환을 강요하며 노동조합 사무실 폐쇄 및 조합원 탈퇴 종용등  무자비한 탄압을 자행하였다. 정부의 탄압으로 현장의 조합원이 탈퇴하고 조합활동이 경색되는 분위기 속에서 조직내 법내 진입요구가 부각되어 법내 진입과 법외투쟁 논란이 발생하였다. 결국, 법내 진입을 주장하던 일부가 전국공무원노조를 탈퇴하여 2007년 6월 23일, 전국민주공무원노동조합을 결성하였으며, 잔여 조합원은 133개지부 5만3천여명이 되었다.
2008년 이명박 정부의 출범 후 대대적인 인원감축과 공무원연금의 개악 등 공무원사회에 대한 본격적인 구조조정이 시작되고 사회공공성이 점차 파괴되면서 공무원 노동자
들의 위기의식이 커져갔고, 조직분열로 인한 한계를 절감케 하면서 공동행동에 대한 요구가 생겨나게 됐다.
2009년 1월부터 공무원노동조합간 통합의 분위기가 본격적으로 구체화되어 전국공무원노동조합과 전국민주공무원노동조합, 법원공무원노동조합 등 세 조직이 각 5인씩 위원을 선정, 통합추진기획단을 구성하여 통합의 과정을 만들어 가다가 2009년 9월 21일 ~ 9월 22일 전조합원 총투표를 통해 전국공무원노동조합으로 통합하고 민주노총 가입을 결정하였다.
2018년 3월 노동부의공무원노조 설립신고증 교부로 법내노조가 되었다.   2009년 이명박 정부 시절 법외노조가 된 후 박근혜 정부 시절까지 다섯차례 설립신고를 제출했지만 연거푸 반려되었다가 여섯번째 설립신고에서 노동조합설립신고증을 교부 받았다.

## 같이 보기
| - 노동조합 - 공무원노동조합 - 전국민주공무원노동조합 | - 법원공무원노동조합 - 전국교직원노동조합 - 민주노총 |